# Louis Pierre Aimé Chastel
Pour les articles homonymes, voir Chastel.
Louis Pierre Aimé Chastel, né le 29 avril 1774 à Veigy, mort le 16 octobre 1826 à Ferney-Voltaire dans l'Ain, est un général français de la Révolution et de l’Empire.

## Biographie

### Origines
Louis Pierre Aimé Chastel est né le 29 avril 1774 à Veigy, dans le duché de Savoie. Il est le fils de Nicolas Chastel et de Marie Favrat. Son père, Nicolas Chastel († 1792), est notaire-secrétaire dans le bourg, « un représentant typique de ces bourgeois de la seconde moitié du XVIIIe siècle » (Guichonnet), il est également franc-maçon libéral. 
Il effectue, tout comme ses frères, ses études au collège de Thonon, tenu par l'ordre des Barnabites.
L'historien Guichonnet décrit Pierre-Aimé, et son frère cadet François, comme de « bons sujets, avec un parcours sans accidents et une ascension régulière dans la fonction publique, pour le premier et dans l'armée pour le second. » Lorsque les soubresauts de la Révolution française résonne jusqu'à eux, les frères Chastel « sont à l'unisson des sentiments qu'expriment de jeunes bourgeois, appartenant à leur milieu. Ils manifestent leur hostilité à la monarchie de Turin et à ses représentants locaux ». À Carrouge, ils adhèrent, par idéologie politique, à l'Ordre nouveau et « entrèrent en Révolution ».

### États de service
Il s'enrôle en 1792 dans la légion des Allobroges, il sert sous les ordres du général Dugommier à l'armée des Pyrénées orientales, et du général Napoléon Bonaparte en Italie et en Égypte où il découvre le zodiaque de Dendérah.
Il est nommé major en second des grenadiers à cheval de la garde impériale en 1805, à la suite de la bataille d'Austerlitz où sa bravoure le fait remarquer de l'Empereur.
Il passe ensuite en Espagne et se distingue à la bataille de Burgos où il obtient en mai 1808 son titre de Baron de l'Empire. Le 16 octobre 1808, il est promu officier dans l'ordre de la Légion d'honneur. Il est promu général de brigade le 6 août 1811, et général de division le 26 avril 1812.
Il est appelé en 1812 à la Campagne de Russie et mérite, par sa conduite à la bataille de la Moskowa le brevet de commandeur de la Légion d'honneur qui lui est remis le 19 novembre 1813.
Il participe à la campagne d'Allemagne en 1813 puis à la campagne de France, et il combat notamment à la bataille de Paris.
En 1815 sa participation à la Bataille de Waterloo lui vaut d'être honorablement nommé dans le bulletin en juin 1815. Le général Chastel est employé au 2e corps de cavalerie de l'armée du Nord dans lequel il commande la 10e division de cavalerie.
Il est mort à Ferney-Voltaire le 16 octobre 1826, âgé de 52 ans.
Son nom figure sur la partie Ouest de l'arc de triomphe (31e colonne).

## Dotation
- Le 17 mai 1808, donataire d’une rente de 2 000 francs sur les biens réservés en Westphalie, et le 13 août 1809 en Poméranie.

## Armoiries
| Figure | Nom du baron et blasonnement |
| ------ | --- |
|        | Armes du baron Louis Pierre Aimé Chastel et de l'Empire, décret du 19 mars 1808, lettres patentes du mai 1808, commandeur de la Légion d'honneur D'azur à une tour d'argent, maçonnée de sable, gardée à sénestre par un sphinx d'or coiffé de bandelettes d'argent, la tour et le sphinx terrassés de sinople, au comblé d'argent chargé d'une grenade allumée de gueules accostée de deux molettes de sable, quartier de baron sorti de l'armée brochant sur le comblé - Livrées : bleu, blanc, jaune et rouge. |

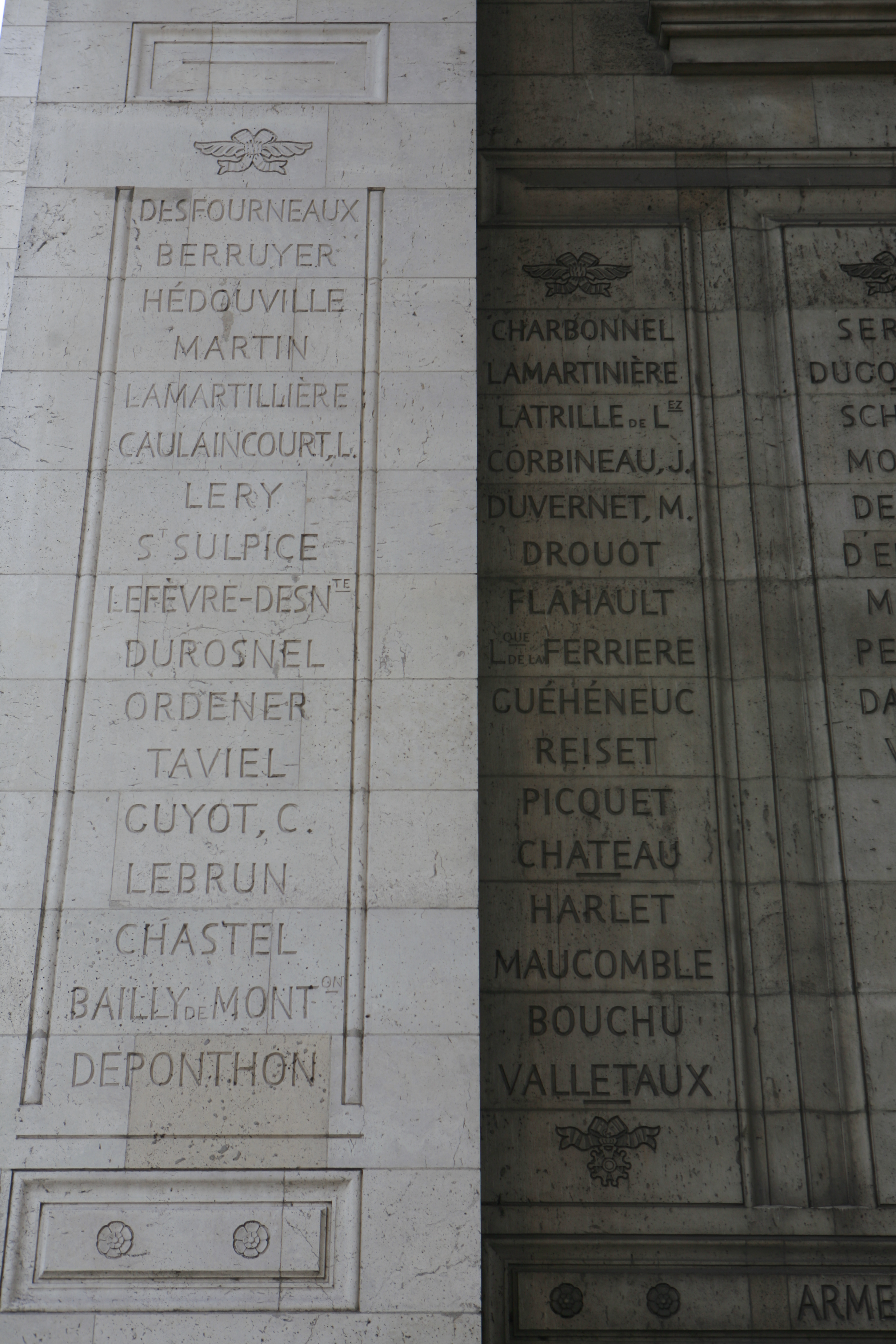
Noms gravés sous l'arc de triomphe de l'Étoile : pilier Ouest, 31e et.